# Amours chiennes
Série Trilogie d'Alejandro González Iñárritu
21 grammes
(2003)
Pour plus de détails, voir Fiche technique et Distribution.
Amours chiennes (Amores perros) est un film mexicain réalisé par Alejandro González Iñárritu, sorti en 2000.
C'est le premier volet de la « trilogie de la mort » d'Alejandro González Iñárritu, suivi de 21 grammes (2003) et Babel (2006).

## Synopsis
Le film commence par un tragique accident de la circulation à Mexico, mais cet accident va mettre en relation trois récits parallèles et les trois protagonistes de cette histoire bien mouvementée : Octavio, jeune sans foi ni loi, Valeria, mannequin célèbre, et El Chivo, vieux révolutionnaire clochardisé, tous trois punis par la fatalité.
Il s'agit de trois histoires d'amour vouées à l'échec : amour d'Octavio pour sa belle-sœur, amour de Valeria pour Daniel, amour d'El Chivo pour sa fille. L'unité du film repose sur la présence des chiens, qui reflètent les tensions que vivent les personnages ou les mènent à leur perte.

### Épisode 1
Octavio, un adolescent vivant à Mexico chez sa mère avec son frère et sa belle-sœur, mène une existence banale. Mais il a un gros problème : il déteste son frère Ramiro, un petit caïd, caissier de supermarché le jour et braqueur la nuit, et aime en secret sa jolie belle-sœur, Susana, qu'il ne supporte plus de voir maltraitée. Pour se faire de l'argent facilement et la séduire, il participe aux combats de chiens clandestins du samedi avec son chien Cofi qui surpasse tous ses adversaires. Mais Susana tombe de nouveau enceinte de Ramiro et le pire est à craindre pour elle. Ne supportant plus cette situation, Octavio échafaude un plan pour s'échapper de son quotidien avec Susana et se construire une nouvelle vie à deux dans le nord. Mais son amour de l'argent et sa convoitise pour sa belle-sœur sont bientôt punis.

### Épisode 2
Le top model Valeria mène l'existence feutrée et superficielle des mannequins célèbres. Elle s'installe à Mexico, dans un somptueux appartement où elle peut recevoir dignement son nouvel amant, Daniel, un quadragénaire qui vient de quitter pour elle femme et enfants. Tout bascule après l'accident de voiture qui la cloue sur un fauteuil roulant. Le chien de Valeria disparaît dans un trou de plancher sous les yeux de sa maîtresse affolée et se retrouve pris au piège. Dès lors, le grand appartement devient la maison de l'angoisse où les rats font la loi. Le couple commence alors une lente descente aux enfers…

### Épisode 3
Le vieux El Chivo (« Le Cabri »), un prof de fac devenu guerillero communiste, puis tueur à gages à sa sortie de prison, vit aussi à Mexico, dans le quartier populaire de Colonia Popotlá. Il est au bout de sa vie. Fringant gangster et même guerillero du temps de sa splendeur, il est devenu aujourd'hui un clochard que personne ne remarque plus dans la rue. Il exécute quelques contrats pour survivre. Seuls ses chiens lui servent d'interlocuteurs. Cependant, l'amour pour sa fille qu'il était censé oublier, l'empêche de ne pas la revoir...

## Fiche technique
Sauf indication contraire, les informations mentionnées dans cette section peuvent être confirmées par la base de données cinématographiques IMDb,  présente dans la section « Liens externes ».
- Titre original : Amores perros
- Titre français et québécois : Amours chiennes
- Réalisation : Alejandro González Iñárritu
- Scénario : Guillermo Arriaga
- Musique : Gustavo Santaolalla
- Direction artistique : Melo Hinojosa
- Décors : Brigitte Broch et Julieta Álvarez
- Costumes : Gabriela Diaque
- Photographie : Rodrigo Prieto
- Son : Rudy Pi, Geoffrey G. Rubay
- Montage : Alejandro González Iñárritu, Luis Carballar et Fernando Pérez Unda
- Production : Alejandro González Iñárritu

Production exécutive : Tita Lombardo
Production associée : Guillermo Arriaga, Raúl Olvera Ferrer, Pelayo Gutiérrez et Mónica Lozano
Production déléguée : Francisco González Compeán et Martha Sosa Elizondo
- Sociétés de production[1] : Altavista Films et Zeta Film
- Sociétés de distribution[1] : Pyramide Distribution (France)
- Budget : 2 millions de $ (estimation)[2]
- Pays d'origine :  Mexique
- Langue originale : espagnol
- Format[3] : couleur - 35 mm - 1,85:1 (Panavision) - son Dolby Digital
- Genre : drame, thriller
- Durée : 154 minutes
- Dates de sortie[4] :
  - Mexique : 16 juin 2000 ; 5 novembre 2020 (réédition)
  - France : 1er novembre 2000
  - Belgique : 27 décembre 2000
- Dates de sortie (Festival)[4] :
  - France : 14 mai 2000 (Festival de Cannes)
  - Canada : 9 septembre 2000 (Festival international du film de Toronto)
  - États-Unis : 5 octobre 2000 (Festival du film de New York) ; 20 octobre 2000 (Festival international du film de Chicago)
  - Norvège : 20 octobre 2000 (Festival international du film de Bergen)
  - Japon : 29 octobre 2000 (Festival international du film de Tokyo)
  - Corée du Sud : 28 avril 2001 (Festival international du film de Jeonju)
  - République tchèque : juillet 2001 (Festival international du film de Karlovy Vary)
  - Hongrie : 4 octobre 2001 (Festival international de cinéma du Titanic)
  - Pologne : 6 octobre 2001 (Festival international du film de Varsovie)
  - Grèce : 18 novembre 2005 (Festival international du film de Thessalonique)
  - États-Unis : 24 avril 2010 (Festival international du film RiverRun)
  - Taïwan : 4 avril 2011 (Festival du film fantastique Golden Horse)
  - Suède : 16 novembre 2011 (Festival international du film de Stockholm)
  - Bosnie-Herzégovine : 15 août 2014 (Festival du film de Sarajevo)
- Classification[5] :
  -  Mexique : Interdit aux moins de 18 ans (C - Restrictive rating : For adults 18 and older. ).
  -  France : Interdit aux moins de 12 ans (visa d'exploitation no 100871 délivré le 14 décembre 2000)[6],[7].

## Distribution
- Emilio Echevarría (VF : Claude Brosset) : El Chivo
- Gael García Bernal (VF : Emmanuel Garijo) : Octavio
- Goya Toledo : Valeria
- Álvaro Guerrero (VF : Vincent Violette) : Daniel
- Vanessa Bauche (VF : Vanessa Bauche) : Susana
- Jorge Salinas (VF : Guillaume Orsat) : Luis
- Marco Pérez (VF : Jean-Michel Fête) : Ramiro
- Rodrigo Murray : Gustavo
- Humberto Busto : Jorge
- Gerardo Campbell : Mauricio
- Gustavo Sanchez Parra (VF : Cédric Dumond) : Jarocho
- Adriana Barraza (VF : Frédérique Cantrel) : la mère d'Octavio
- Rosa María Bianchi (VF : Joëlle Brover) : tante Luisa
- Dunia Saldívar : la mère de Susana
- José Sefami : Leonardo
- Lourdes Echevarría : Maru

## Autour du film
- Le tournage s'est déroulé à Mexico.
- Durant la scène de l'enlèvement, El Chivo crie à Luis « Vous êtes si intelligent. Vous devriez faire journaliste ». Juste avant de tourner Amours chiennes, Jorge Salinas interprétait un journaliste dans Sexo, pudor y lágrimas, réalisé par Antonio Serrano en 1999.
- À la fin du film, El Chivo appelle son chien Negro. C'est également le surnom du cinéaste.
- Dans la scène où Octavio refuse de prendre le bus, le chauffeur est interprété par le père de l'acteur.
- Quand El Chivo lit le journal, on peut voir l'affiche du film Tesis, réalisé par Alejandro Amenábar en 1996, imprimée sur l'une des pages.
- Alejandro González Iñárritu fait une petite apparition en tant que journaliste travaillant dans le même bureau que le personnage principal du deuxième épisode.

## Distinctions
Source : Internet Movie Database et Allociné

### 2000
| Évènements                                    | Catégorie / Récompense                           | Nommé(es) / Lauréat(es)                 | Résultat   |
| --------------------------------------------- | ------------------------------------------------ | --------------------------------------- | ---------- |
| Awards Circuit Community Awards (ACCA)        | Meilleur film en langue étrangère                | -                                       | Nomination |
| Camerimage                                    | Grenouille d'or                                  | Rodrigo Prieto                          | Lauréat    |
| Festival de Cannes                            | Grand prix de la Semaine de la critique          | Alejandro González Iñárritu             | Lauréat    |
| Festival de Cannes                            | Grand Rail d'Or                                  | Alejandro González Iñárritu             | Lauréat    |
| Festival de Cannes                            | Prix des jeunes critiques                        | Alejandro González Iñárritu             | Lauréat    |
| Festival du film de Bogota                    | Prix du public du meilleur film                  | Alejandro González Iñárritu             | Lauréat    |
| Festival du film de Bogota                    | Cercle d'Or Précolombien du meilleur film        | Alejandro González Iñárritu             | Lauréat    |
| Festival du film de Bogota                    | Cercle d'Or Précolombien du meilleur réalisateur | Alejandro González Iñárritu             | Lauréat    |
| Festival du film de Gand                      | Grand Prix                                       | Alejandro González Iñárritu             | Lauréat    |
| Festival du nouveau cinéma de Montréal        | Prix du scénario                                 | Guillermo Arriaga                       | Lauréat    |
| Festival international du film d'Édimbourg    | Prix du nouveau réalisateur                      | Alejandro González Iñárritu             | Lauréat    |
| Festival international du film de La Havane   | Prix Corail du meilleur premier travail          | Alejandro González Iñárritu             | Lauréat    |
| Festival international du film de La Havane   | Prix de l'Association de la presse cubaine       | Alejandro González Iñárritu             | Lauréat    |
| Festival international du film de La Havane   | Prix Glauber Rocha                               | Alejandro González Iñárritu             | Lauréat    |
| Festival international du film de Chicago     | Prix du public                                   | Alejandro González Iñárritu             | Lauréat    |
| Festival international du film de Chicago     | Hugo d'or du meilleur film                       | Alejandro González Iñárritu             | Lauréat    |
| Festival international du film de Chicago     | Hugo d'argent du meilleur acteur                 | Gael García Bernal et Emilio Echevarría | Lauréat    |
| Festival international du film de Los Angeles | Prix du public du meilleur long métrage          | Alejandro González Iñárritu             | Lauréat    |
| Festival international du film de São Paulo   | Prix de la critique                              | Alejandro González Iñárritu             | Lauréat    |
| Festival international du film de São Paulo   | Prix du jury international - Mention honorable   | Alejandro González Iñárritu             | Lauréat    |
| Festival international du film de São Paulo   | Nommé au Prix du jury international              | Alejandro González Iñárritu             | Nomination |
| Festival international du film de Tokyo       | Prix du meilleur réalisateur                     | Alejandro González Iñárritu             | Lauréat    |
| Festival international du film de Tokyo       | Grand Prix de Tokyo                              | Alejandro González Iñárritu             | Lauréat    |
| Huelva Latin American Film Festival           | Prix Rábida                                      | Alejandro González Iñárritu             | Lauréat    |
| Oslo Films from the South Festival            | Prix des films du sud                            | Alejandro González Iñárritu             | Lauréat    |
| Prix ACE                                      | Prix ACE du meilleur acteur                      | Gael García Bernal                      | Lauréat    |
| Prix ACE                                      | Prix ACE du meilleur réalisateur                 | Alejandro González Iñárritu             | Lauréat    |
| Valdivia International Film Festival          | Prix du public                                   | Alejandro González Iñárritu             | Lauréat    |

### 2001
| Évènements                                     | Catégorie / Récompense                                         | Nommé(es) / Lauréat(es)                                            | Résultat   |
| ---------------------------------------------- | -------------------------------------------------------------- | ------------------------------------------------------------------ | ---------- |
| Argentinean Film Critics Association Awards    | Condor d'argent                                                | Alejandro González Iñárritu                                        | Lauréat    |
| Boston Society of Film Critics                 | Prix BSFC du meilleur film en langue étrangère                 | -                                                                  | Lauréat    |
| Boston Society of Film Critics                 | Meilleur nouveau cinéaste                                      | Alejandro González Iñárritu                                        | Nomination |
| British Independent Film Awards                | Meilleur film étranger indépendant - Langue étrangère          | -                                                                  | Nomination |
| Fantasporto                                    | Prix international du film fantastique du meilleur film        | Alejandro González Iñárritu                                        | Lauréat    |
| Fantasporto                                    | Prix international du film fantastique du meilleur réalisateur | Alejandro González Iñárritu                                        | Lauréat    |
| Fantasporto                                    | Meilleur scénario                                              | Guillermo Arriaga                                                  | Lauréat    |
| Festival du film latino-américain de Lleida    | Meilleur premier travail                                       | Alejandro González Iñárritu                                        | Lauréat    |
| Festival du film latino-américain de Lleida    | Prix du scénario                                               | Guillermo Arriaga                                                  | Lauréat    |
| Festival international du film de Palm Springs | Prix FIPRESCI                                                  | Alejandro González Iñárritu                                        | Lauréat    |
| Festival International du Film de Toronto      | Meilleur premier long métrage                                  | Alejandro González Iñárritu                                        | Nomination |
| Golden Globes,                                 | Meilleur film en langue étrangère                              | Mexique                                                            | Nomination |
| MTV Movie Awards (Amérique latine)             | MTV Movie Award du meilleur film                               | Alejandro González Iñárritu                                        | Lauréat    |
| National Board of Review                       | Prix NBR du meilleur film en langue étrangère                  | Mexique                                                            | Lauréat    |
| National Board of Review                       | Prix NBR des meilleurs films étrangers                         | -                                                                  | Lauréat    |
| New York Film Critics Circle                   | Meilleur film en langue étrangère                              | Mexique                                                            | Nomination |
| Oscars du cinéma,                              | Meilleur film en langue étrangère                              | Mexique                                                            | Nomination |
| Prix Ariel (Ariel Awards, Mexico)              | Ariel d'or                                                     | Altavista Films                                                    | Lauréat    |
| Prix Ariel (Ariel Awards, Mexico)              | Ariel d'argent du meilleur premier travail                     | Alejandro González Iñárritu                                        | Lauréat    |
| Prix Ariel (Ariel Awards, Mexico)              | Ariel d'argent du meilleur montage                             | Alejandro González Iñárritu, Luis Carballar et Fernando Pérez Unda | Lauréat    |
| Prix Ariel (Ariel Awards, Mexico)              | Ariel d'argent du meilleur son                                 | Martín Hernández, Antonio Diego, Geoffrey G. Rubay et Rudy Pi      | Lauréat    |
| Prix Ariel (Ariel Awards, Mexico)              | Ariel d'argent des meilleurs effets spéciaux                   | Alejandro Vazquez                                                  | Lauréat    |
| Prix Ariel (Ariel Awards, Mexico)              | Ariel d'argent du meilleur maquillage                          | David Ruiz Gameros et Marco Antonio Rosado                         | Lauréat    |
| Prix Ariel (Ariel Awards, Mexico)              | Ariel d'argent du meilleur décors                              | Melo Hinojosa et Julieta Álvarez                                   | Lauréat    |
| Prix Ariel (Ariel Awards, Mexico)              | Ariel d'argent de la meilleure photographie                    | Rodrigo Prieto                                                     | Lauréat    |
| Prix Ariel (Ariel Awards, Mexico)              | Ariel d'argent du meilleur acteur dans un second rôle          | Gustavo Sánchez Parra                                              | Lauréat    |
| Prix Ariel (Ariel Awards, Mexico)              | Ariel d'argent du meilleur acteur                              | Gael García Bernal                                                 | Lauréat    |
| Prix Ariel (Ariel Awards, Mexico)              | Ariel d'argent de la meilleure réalisation                     | Alejandro González Iñárritu                                        | Lauréat    |
| Prix Ariel (Ariel Awards, Mexico)              | Meilleure musique originale                                    | Gustavo Santaolalla et Daniel Hidalgo                              | Nomination |
| Prix Ariel (Ariel Awards, Mexico)              | Meilleure conception de costumes                               | Gabriela Diaque                                                    | Nomination |
| Prix Ariel (Ariel Awards, Mexico)              | Meilleure direction artistique                                 | Brigitte Broch                                                     | Nomination |
| Prix Ariel (Ariel Awards, Mexico)              | Meilleur scénario écrit directement pour l'écran               | Guillermo Arriaga                                                  | Nomination |

### 2002
| Évènements                                                         | Catégorie / Récompense                                              | Nommé(es) / Lauréat(es)     | Résultat   |
| ------------------------------------------------------------------ | ------------------------------------------------------------------- | --------------------------- | ---------- |
| ALMA Awards                                                        | Prix ALMA du meilleur film étranger                                 | -                           | Lauréat    |
| ASECAN (Association des écrivains cinématographiques d'Andalousie) | Prix ASECAN du meilleur film étranger                               | Alejandro González Iñárritu | Lauréat    |
| Bodil                                                              | Meilleur film étranger                                              | Alejandro González Iñárritu | Nomination |
| British Academy Film and Television Arts Awards,                   | Prix BAFTA du meilleur film en langue étrangère                     | Alejandro González Iñárritu | Lauréat    |
| Chicago Film Critics Association                                   | Meilleur film en langue étrangère                                   | -                           | Nomination |
| Chlotrudis Awards                                                  | Meilleur film                                                       | -                           | Nomination |
| Chlotrudis Awards                                                  | Meilleur réalisateur                                                | Alejandro González Iñárritu | Nomination |
| Chlotrudis Awards                                                  | Meilleur scénario original                                          | Guillermo Arriaga           | Nomination |
| Empire Awards                                                      | Nommé au Prix de l'esprit indépendant                               | Alejandro González Iñárritu | Nomination |
| Film Independent's Spirit Awards                                   | Meilleur film étranger                                              | Alejandro González Iñárritu | Nomination |
| Grand prix de l'Union de la critique de cinéma                     | Grand Prix de l'UCC                                                 | -                           | Lauréat    |
| Grande Prêmio do Cinema Brasileiro                                 | Grand prix du cinéma brésilien du meilleur film en langue étrangère | Alejandro González Iñárritu | Lauréat    |
| London Film Critics Circle                                         | Prix ALFS du réalisateur de l'année                                 | Alejandro González Iñárritu | Lauréat    |
| Mexican Cinema Journalists                                         | Déesse d'argent "Francisco Pina"                                    | -                           | Lauréat    |
| National Society of Film Critics                                   | Meilleur film en langue étrangère                                   | Mexique                     | Nomination |
| Online Film Critics Society                                        | Meilleur cinéaste                                                   | Alejandro González Iñárritu | Nomination |
| Online Film & Television Association                               | Meilleur premier long métrage                                       | Alejandro González Iñárritu | Nomination |
| Online Film & Television Association                               | Meilleur film en langue étrangère                                   | Mexique                     | Nomination |
| Turkish Film Critics Association (SIYAD) Awards                    | Meilleur film étranger                                              | 4e place                    | Nomination |

### 2011
| Évènements                                  | Catégorie / Récompense | Nommé(es) / Lauréat(es)     | Résultat   |
| ------------------------------------------- | ---------------------- | --------------------------- | ---------- |
| Festival international du film de Marrakech | Génération             | Alejandro González Iñárritu | Nomination |